# Jeffrey Webb (Skirennläufer)
Jeffrey Webb (Jawi جيفري ويب; * 27. Oktober 1998 in Kuala Lumpur) ist ein US-amerikanisch-malaysischer Skirennläufer.

## Karriere
Webb wurde in Kuala Lumpur geboren und wuchs dort auf bis er 5 Jahre alt war. Dadurch besitzt er die Staatsbürgerschaften beider Länder. Die Familie zog später zurück in die Staaten nach Washington, wo er auch das Skifahren erlernte. Sein Vater Steven Webb trainierte unter anderem die Olympiasiegerin und Weltmeisterin Lindsey Vonn. Zur Förderung seiner Karriere verbrachte Webb seine Schulzeit in Michigan. Sein internationales Renndebüt gab Webb am 24. Januar 2015 bei einem FIS Slalom in Marquette, Michigan. Über einen Zeitungsartikel erfuhr Steven Webb von der Gründung eines malaysischen Skiverbands. Daraufhin kam es zum Verbandswechsel. Sein erstes Großereignis für den malaysischen Verband bestritt er bei den Winter-Asienspiele 2017 in Sapporo. Dort belegte er als beste Platzierung den 10. Platz im Slalom.
2018 nahm Webb als erster malaysischer Skirennläufer an Olympischen Winterspielen teil. Bei den Wettkämpfen im südkoreanischen Pyeongchang belegte er den 68. Rang.
Im darauffolgenden Jahr sollte Webb erstmals auch bei Juniorenweltmeisterschaften an den Start gehen, trat jedoch nicht zum Riesenslalom an.
2022 trat Webb erneut bei Olympischen Winterspielen an, was ihn zum bisher (Stand 30. Dezember 2023) einzigen malaysischen Wintersportler macht der an mehreren Olympischen Winterspielen teilgenommen hat. Er konnte sich allerdings nicht gegenüber seiner vorherigen Teilnahme steigern. Er schied im Slalom im ersten Durchgang aus.

## Erfolge

### Olympische Winterspiele
- Pyeongchang 2018: 68. Riesenslalom, DNF Slalom
- Peking 2022: DNF Slalom

### Juniorenweltmeisterschaften
- Val di Fassa 2019: DNS Riesenslalom

### Winter-Asienspiele
- Sapporo 2017: 10. Slalom, 15. Riesenslalom

### Sonstige Erfolge
- 3 Platzierungen unter den besten 10 bei FIS-Rennen